# الجمعية البولندية للدراسات الشرقية
الجمعية البولندية للدراسات الشرقية (بالبولندية:Polskie Towarzystwo Orientalistyczne) هي جمعية تعني بدراسة الشرق. أسست عام 1922 م. كان مقرها سابقا في مدينة لفيف وكراكوف واستقرت منذ عام 1953م في وارسو.
تصدر منذ عام 1949 م «مجلة الشرق» وهي مجلة مهتمة بتاريخ وثقافات ولغات الشرق.